# 技術院
技術院（ぎじゅついん、英語: Technical Institute）は、1942年（昭和17年）1月31日に設置され、1945年（昭和20年）9月4日に廃止された内閣直属の日本の機関。「科学技術に関する国家総力を綜合発揮せしめ科学技術の刷新向上、就中航空に関する科学技術の躍進を図る」ことを目的として設置された。

## 組織
- 総裁（親任）
- 次長1人（勅任）
- 秘書官専任1人（奏任）
- 参技官専任50人（教師、事務官も参加）（奏任、内6人を勅任と為すことを得）
- 理事官専任1人（奏任）
- 参技官補専任66人（判任）
- 属専任6人（判任）

組織についてはを参照。

## 総裁
- 井上匡四郎　1942年（昭和17年）1月31日 - 1944年（昭和19年）12月5日
- 八木秀次　1944年（昭和19年）12月5日 - 1945年（昭和20年）5月22日
- 多田礼吉　1945年（昭和20年）5月22日 - 9月4日

## 関連文献
- 水沢　光『日本の戦時科学技術動員体制-軍産学連携と研究助成の制度化』吉川弘文館　2024年11月　ISBN　9784642039383